# Marian Jerzy Molga
Marian Jerzy Molga (ur. 17 czerwca 1906 w Niewachlowie (obecnie dzielnica Kielc), zm. 1980) – polski, agrometeorolog.

## Życiorys
W 1925 uzyskał świadectwo dojrzałości w gimnazjum przyrodniczo-matematycznym im. Jana Śniadeckich w Kielcach, w tym samym roku rozpoczął studia matematyczne na Uniwersytecie Warszawskim. Po roku przeniósł się na Wydział Leśny Szkoły Głównej Gospodarstwa Wiejskiego. Studia w SGGW ukończył w 1936 r. otrzymując absolutorium.
W 1930 r. rozpoczął pracę w Państwowym Instytucie Meteorologicznym (PIM) w wydziale Klimatologii.
W 1964 r. na Uniwersytecie Łódzkim uzyskał stopień doktora, w 1967 r. został profesorem nadzwyczajnym, w 1973 r. został profesorem zwyczajnym. 
W roku 1976 przeszedł na emeryturę.

## Dorobek naukowy
Napisał wiele artykułów popularnonaukowych. Najistotniejszy dorobek Mariana Molgi stanowiły podręczniki: Pogoda w życiu roślin - 1953, Ogólna uprawa roślin - 1953, Metodologia Rolnicza - 1958 (podręcznik został przetłumaczony na język angielski na potrzeby Amerykańskiej Służby Meteorologicznej).